# Furiosa: Câu chuyện từ Max điên
Furiosa: Câu chuyện từ Max điên (tiếng Anh: Furiosa: A Mad Max Saga) là một bộ phim điện ảnh Úc – Mỹ thuộc thể loại phiêu lưu – hành động – hậu tận thế ra mắt vào năm 2024 do George Miller làm đạo diễn, viết kịch bản và đồng sản xuất. Đây là phần phim ngoại truyện và cũng là phần phim tiền truyện của Max điên: Con đường tử thần (2015), đồng thời còn là phần phim thứ năm thuộc chuỗi phim Max điên. Phim có sự tham gia diễn xuất của Anya Taylor-Joy trong vai nhân vật chính Imperator Furiosa, cùng sự tham gia diễn xuất của các diễn viên phụ gồm Chris Hemsworth, Alyla Browne và Tom Burke.
Tháng 3 năm 2020, Miller đã tiến hành các vòng thử vai cho nhân vật tiêu đề của phim. Đến tháng 10, Taylor-Joy, Hemsworth và Yahya Abdul-Mateen II đều được xác nhận sẽ tham gia vào dàn diễn viên của phim, tuy nhiên do những xung đột về lịch trình nên nhân vật của Abdul-Mateen sẽ được thay thế bởi Burke vào tháng 11. Nhiều thành viên từ phần phim Con đường tử thần sẽ quay trở lại tiếp tục tham gia bộ phim này, bao gồm biên kịch Lathouris, nhà dựng phim Margaret Sixel, nhà thiết kế phục trang Jenny Beavan và nhà soạn nhạc Tom Holkenborg. Quá trình quay phim chính của phim được bắt đầu tại Úc từ tháng 6 đến tháng 11 năm 2022.
Furiosa: Câu chuyện từ Max điên được công chiếu tại các rạp ở Úc vào ngày 23 tháng 5 năm 2024, tại Mỹ và Việt Nam vào ngày 24 tháng 5 năm 2024. Tác phẩm nhận về những lời khen ngợi từ giới chuyên môn sau khi ra mắt, song lại là một thất bại về mặt doanh thu khi chỉ thu về 172,8 triệu USD từ kinh phí sản xuất 168 triệu USD.

## Nội dung
Sau khi thế giới sụp đổ, cô bé Furiosa nhỏ tuổi đã bị bắt khỏi Vùng Xanh của Những người Mẹ và rơi vào tay của đám Biker Horde được lãnh đạo bởi Bạo chúa Dementus. Trong khi hai tên Bạo chúa đang tranh giành quyền thống trị Thành trì thì cô bé Furiosa sống sót qua nhiều thử thách khi cô đang lên kế hoạch để đi xuyên qua Vùng Đất Hoang để trở về nhà.

## Diễn viên
- Anya Taylor-Joy thủ vai Imperator Furiosa
- Chris Hemsworth thủ vai Bạo chúa Dementus
- Tom Burke
- Alyla Browne
- Nathan Jones thủ vai Rictus Erectus
- Angus Sampson thủ vai The Organic Mechanic
- Quaden Bayles
- Daniel Webber thủ vai War Boy
- Lachy Hulme

Phiên bản trẻ tuổi của nhân vật Immortan Joe, trước đây được thủ vai bởi Hugh Keays-Byrne trong Max điên: Con đường tử thần, cũng sẽ được xuất hiện trong bộ phim lần này.

## Sản xuất

### Phát triển và tuyển vai
Tháng 3 năm 2020, Variety đã đưa ra thông tin về việc George Miller đã sử dụng Skype để tiến hành những buổi thử vai cho nhân vật tiêu đề của Furiosa, phần phim ngoại truyện của Max điên: Con đường tử thần (2015) với nội dung tập trung vào nhân vật Imperator Furiosa. Anya Taylor-Joy cũng có tên trong danh sách các ứng cử viên cho vai diễn. Vào tháng 10, bộ phim đã có những bước tiến trong quá trình phát triển, với việc Taylor-Joy chính thức xác nhận sẽ đảm nhận vai diễn tiêu đề, bên cạnh Chris Hemsworth và Yahya Abdul-Mateen II trong các nhân vật khác của phim. Nhiều nhân viên đoàn phim từ Con đường tử thần đã quay trở lại để tiếp tục tham gia vào bộ phim lần này, bao gồm nhà dựng phim Margaret Sixel, thiết kế sản xuất Colin Gibson, hòa âm Ben Osmo và thiết kế trang điểm Lesley Vanderwalt.
Vào tháng 2, 2021, nhà soạn nhạc Junkie XL, người trước đây đã từng soạn nhạc cho Con đường tử thần, cũng xác nhận rằng anh sẽ tiếp tục trở lại với vai trò này trong Furiosa. Nhà thiết kế Jenny Beavan là cái tên tiếp theo cũng xác nhận sẽ quay trở lại với vai trò thiết kế trang phục cho phim. Miller đã chọn Taylor-Joy vào vai diễn nhân vật tiêu đề sau khi xem màn trình diễn của cô trong bản cắt sớm từ bộ phim Đêm trước ở Soho và trong buổi thử vai của cô, ông đã giao cho cô đoạn độc thoại "Mad as Hell" từ bộ phim Network của Sidney Lumet. Nữ diễn viên đã được trả 1 triệu 8 đô la Mỹ cho vai diễn lần này của mình. Vì sự xung đột trong lịch trình quay phim nên Abdul-Mateen đã rời khỏi dự án vào tháng 11 và được thay thế bởi  Tom Burke.
Tháng 1, 2022, đã có thông tin về việc Simon Duggan sẽ tham gia bộ phim với vai trò nhà quay phim chính. Vào tháng 6 năm 2022, Nathan Jones và Angus Sampson đã chia sẻ rằng họ sẽ quay trở lại vai diễn từ phần phim Con đường tử thần của mình. Tháng 8 cùng năm, Quaden Bayles, người đã từng làm việc cùng Miller trong bộ phim Three Thousand Years of Longing sau khi đoạn phim về vấn nạn bạo lực học đường trở nên nổi tiếng, cũng được xác nhận sẽ tham gia với một vai diễn nhỏ trong Furiosa.
Bộ phim đã được trao thưởng khuyến khích quay phim là 175 triệu Đô la Úc, và chi tổng cộng là 233 triệu Đô la Mỹ (tương đương với 343,2 triệu Đô la Úc) tại Úc, và đây trở thành mức chi tiêu nhiều nhất để sản xuất một bộ phim tại đất nước này.

### Quay phim
Sau nhiều ngày khác nhau được báo cáo khi bắt đầu quay phim, Deadline đã xác nhận rằng trong buổi phỏng vấn vào tháng 5 năm 2022 với Miller rằng việc quay phim ở đơn vị thứ hai đã được diễn ra tại Úc trước khi quá trình quay phim chính bắt đầu. Vào tháng 5 năm 2022, đơn vị quay phim thứ hai đã từ đến Hay với dự kiến sẽ quay tại Silverton. Công đoạn quay phim chính của phim bắt đầu vào ngày 1 tháng 6 năm 2022 và dự kiến kết thúc vào tháng 9 cùng năm. Quá trình quay phim đã chính thức đóng máy vào ngày 3 tháng 11 năm 2022.

## Phát hành
Furiosa: Câu chuyện từ Max điên được ra mắt tại các rạp chiếu ở Úc vào ngày 23 tháng 5, 2024, trong khi ngày công chiếu của Hoa Kỳ là vào ngày 24 tháng 5, 2024 và được phân phối bởi Warner Bros. Pictures. Ngày dự định phát hành gốc của phim là ngày 23 tháng 6 năm 2023.